# 布萊登 (澳大利亞國會選區)
布萊登選區（英語：Division of Braddon）是澳大利亞塔斯馬尼亞州的下議院選區，位於州的西北部，包括伯爾尼、德文港等城市。面積21,369平方公里。塔州立法會設有同名選區，並與其範圍一致。
選區始於1955年。選區名紀念州督、該州第一批下議院議員之一的愛德華·布萊登。本區是工黨和自由黨競爭的選區。自2019年起當區議員是自由黨的Gavin Pearce。

## 议员
| 议员 | 议员            | 政党   | 任期          |
| ---- | --------------- | ------ | ------------- |
|      | Aubrey Luck     | 自由党 | 1955年–1958年 |
|      | 罗恩·戴维斯     | 工党   | 1958年–1975年 |
|      | 雷格·鲁姆       | 自由党 | 1975年–1984年 |
|      | 克里斯·迈尔斯   | 自由党 | 1984年–1998年 |
|      | 希德·赛德博特姆 | 工党   | 1998年–2004年 |
|      | 马克·贝克       | 自由党 | 2004年–2007年 |
|      | 希德·赛德博特姆 | 工党   | 2007年–2013年 |
|      | 布雷特·惠特利   | 自由党 | 2013年–2016年 |
|      | 賈斯汀·凱伊     | 工党   | 2016年–2018年 |
|      | 賈斯汀·凱伊     | 工党   | 2018年 至今   |

## 另見
- 澳大利亞聯邦下議院選舉分區